# Matea
Niektóre z zamieszczonych tu informacji wymagają weryfikacji.
Dokładniejsze informacje o tym, co należy poprawić, być może znajdują się w dyskusji tego artykułu.
 Po wyeliminowaniu niedoskonałości należy usunąć szablon [[Szablon:Dopracować|]] z tego artykułu.
Matea – żeński odpowiednik imienia Mateusz. W Polsce rzadko używana.
Matea imieniny obchodzi: 20 września.
Zdrobnienia – Mati, Matusia, Matunia
W innych językach
- Łaciński – Matthaea
- Angielski – Matthea, Mathea, Mattie, Matie
- Bułgarski – Mata, Mateja
- Duński – Mathea
- Holenderski – Matthea, Mathea
- Norweski – Mathea
- Chorwacki – Mateja, Mata
- Szwedzki – Mattea